# Le Lorrain
Le Lorrain es una comuna de Francia situada la zona septentrional del departamento insular antillano de Martinica.

## Características generales
Cuenta con una población de 7.410 habitantes y un área de 50,33 km², para una densidad de 147 hab./km². La localidad se encuentra en el costado Atlántico de la isla.

## Demografía
| 7 929           | 8 084 | 8 234 |
| (Fuente: INSEE) |       |       |